# Bronzeholdet
"Bronzeholdet" er det danske fodboldlandshold, som ved de olympiske lege i 1948 i London vandt bronze. Syv af spillerne blev derefter professionelle i Italien.

## Resultater
- Danmark – Egypten 3-1 (ottendedelfinale)

(efter forlænget spilletid)
- Danmark – Italien 5-3 (kvartfinale)
- Danmark – Sverige 2-4 (semifinale)
- Danmark – England 5-3 (bronzekamp)

## Spillerne fra bronzeholdet
- Eigil Nielsen
- Viggo Jensen
- Knud Børge Overgaard
- Axel Pilmark
- Dion Ørnvold
- Ivan Jensen
- Johannes Pløger
- Karl Aage Hansen
- Knud Lundberg
- John Angelo Hansen
- Carl Aage Præst
- Holger Seebach
- Jørgen Leschly Sørensen
- Robert Mountford (træner)